# 審査官 (特許庁)
特許庁における審査官（しんさかん）は、特許出願、意匠登録出願、商標登録出願の審査等を行う特許庁の職員である。特許出願等の審査は各国において審査官によって行われているが、本項では特に断らない限り日本の審査官について記載する。

## 概要
日本の特許法では、第47条第1項において「特許庁長官は、審査官に特許出願を審査させなければならない。」と、特許出願の審査は審査官のみが行うことができることを規定している。同様に、意匠法第16条、商標法第14条もそれぞれ、意匠登録出願、商標登録出願の審査を審査官が行うことを定めている。また、特許の審査官については、特許出願の審査のほかに、実用新案技術評価書の作成（実用新案法第12条）や、国際出願についての国際調査報告・国際予備審査報告の作成（特許協力条約に基づく国際出願等に関する法律第8条）を行うこととされている。

## 資格
審査官の資格については、特許法第47条第2項（意匠法、商標法で準用）において政令で定めるとされており、これを受けて特許法施行令第4条に、所定の職務の級にあり、所定の研修課程を修了した者で、以下の条件を満たす者が審査官の資格を有すると規定されている。
- 4年以上特許庁において審査の事務に従事した者
- 産業行政等の事務に通算5年以上従事し、うち3年以上特許庁において審査の事務に従事した者
- 産業行政等の事務に通算6年以上従事し、うち2年以上特許庁において審査の事務に従事した者
- 産業行政等の事務に通算8年以上従事し、上記の者と同等以上の学識経験を有すると認められる者

## 任用
特許の審査官の場合、通常、国家公務員採用総合職試験（技術系）の合格者から採用される。意匠の場合は、特許庁が独自に意匠審査職員採用試験（国家公務員採用総合職試験（大卒程度試験）相当）を行って採用する。また、商標の場合には、国家公務員採用一般職試験（行政）の合格者から採用される。
審査官として採用されると、3か月間の研修を修了した後、まず審査官補に任用される。その後、審査の事務経験を積むとともに所定の研修を受け、通常、入庁から4年で審査官に昇任する。
経済産業省組織規則第325条第1項により、審査官及び審査官補は、総務部、審査業務部、特許審査第一部、特許審査第二部、特許審査第三部及び特許審査第四部に置かれることとされている。
特許庁において審査官・審判官として7年以上従事した者は、弁理士となる資格を得ることができる（弁理士法第7条）。

## 任期付審査官
特許庁では、特許審査を迅速化するために、一般職の任期付職員の採用及び給与の特例に関する法律に基づき、通常の特許の審査官とは別に特許庁任期付職員として特許審査官及び特許審査官補の採用を行うことがある。採用は2004年 - 2009年、2014年 - 2016年に行われ、2017年4月にも数十名程度を採用予定である。
2004年 - 2009年、2014年 - 2017年の任期付職員（特許審査官補）の採用者データは次のとおりである。
- 入庁前最後の勤務先：知財部以外の民間 54.3%、民間の知財部 12.8%、大学等 11.3%、特許事務所 12.7%、公的研究所・公務員 8.1%、その他 1.5%
- 最終学歴：学士 32.6%、修士 43.1%、博士 24.3%
- 採用時年齢：30歳未満 15.5%、30 - 34歳 25.4%、35 - 39歳 17.5%、40 - 49歳 26.0%、50歳以上 15.5%
- 弁理士資格保有率：8.1%
- 性別：男性84.0%、女性16.0%

### 任期付職員（特許審査官）
応募資格は、理工系の大学を卒業し、企業、大学、研究機関等で4年以上の経験を有する者等である。さらに特許法施行令第4条に規定されている審査官の資格を有しており、特許・実用新案登録の出願の審査の事務に従事した経験を必要とする。特許審査官区分への出願条件を満たす者は、特許審査官補区分には出願できない。任期付職員として採用された者は審査官に任官する。任期は5年を超えないこととされているが、専門性や適性等を踏まえて再任(5年間)されることがあり、再任されれば、弁理士となる資格を得ることができる。

### 任期付職員（特許審査官補）
応募資格は、理工系の大学を卒業し、企業、大学、研究機関等で4年以上の経験を有する者等であり、特許法施行令第4条に規定されている審査官の資格を有していないことである。任期付職員として採用された者は審査官補に任官し、審査官を補助しながら2年間の実務経験を積み、所定の研修を修了することにより3年目に審査官に昇任する。任期は5年を超えないこととされているが、専門性や適性等を踏まえて再任(5年間)されることがあり、再任されれば、弁理士となる資格を得ることができる。

## 著名な審査官
- 日本
  - 植村昭三 - 元世界知的所有権機関事務局次長
  - 高木善幸 - 世界知的所有権機関事務局長補
  - 本野英吉郎 - 元読売新聞社長
  - 山口武彦 - アズビル（旧・山武）・日本酸素ホールディングス（旧・日本酸素）・日本精工の創業者
  - 山田秀三 - アイヌ語地名研究家、北海道曹達社長
  - 八木橋正雄 - ギリシア語研究者、言語学者
  - 清水啓助 - 慶應義塾大学商学部教授・知的資産センター所長、元特許技監
  - 石井正 - 大阪工業大学名誉教授・元知的財産学部長、元特許技監
  - 高倉成男 - 明治大学法科大学院客員教授
  - 熊谷健一 - 法学者、明治大学法科大学院教授
  - 佐伯とも子 - 東京工業大学名誉教授
  - 鈴木公明 - 東京理科大学専門職大学院教授
  - 服部健一 - 法律家、米国特許弁護士、日本弁理士
  - 山下弘綱 - 法律家、米国特許弁護士
- 日本以外
  - アルベルト・アインシュタイン - 物理学者、スイス特許庁に勤務
  - クット・アッテルベリ - 作曲家、スウェーデン特許庁に勤務